# Yōkai Sharehouse
Yōkai Sharehouse (妖怪シェアハウス?, Yokai sheahausu) è una serie televisiva giapponese, trasmessa su TV Asahi dal 1º agosto al 19 settembre 2020.

## Trama
Mio Meguro è una ragazza estremamente timida, che a causa del suo comportamento non riesce mai a esprimere la propria opinione o a compiere ciò che realmente desidererebbe. Dopo una tremenda delusione d'amore, la giovane finisce per perdere il lavoro e anche il proprio denaro; si trova così costretta a vivere in un'abitazione "infestata" da alcune mitologiche creature, gli yōkai. Questi ultimi tuttavia prendono Mio a benvolere, e decidono di aiutarla.